# Molenslootbrug (Amsterdam)
De Molenslootbrug (brug 359) is een vaste brug in Amsterdam-West.

## Ligging
De verkeersbrug, waarover ook tram 13 en bus 18 rijden, is gelegen in de Jan Evertsenstraat en voert over de Admiralengracht. De brug is een zusje van de Machineslootbrug (brug 358). De bruggen dateren van 1929 en 1930.
Amsterdam breidde naar het westen uit nadat het in 1921 de gemeente Sloten had geannexeerd. Die uitbreiding van de stad zou een nieuwe grens trekken aan de Hoofdweg. Om het nieuwe deel van de stad te kunnen bereiken werden ter plaatse van de Jan Evertsenstraat en de Postjesweg in 1923 twee houten noodbruggen (gezamenlijke prijs 22.000 gulden) aangelegd. Over deze noodbruggen reden ook al trams. Door de noodbrug 359 konden tramlijnen 7 en 17 op 14 juli 1927 doorgetrokken worden naar het Mercatorplein. Op 3 november werd ook tramlijn 13 doorgetrokken naar het Mercatorplein maar verdween tramlijn 17 die werd verlegd over de Machineslootbrug. Het was een smalle brug, waarbij het verkeer van uit de stad gezien met een bocht naar rechts ging en daarna weer met een bocht naar links. De brug bevond zich alleen aan de noordzijde van de straat. Het werd drukker en drukker, want er woonden ongeveer 35.000 in deze Mercatorbuurt. De bruggen konden vrijwel vanaf het begin het verkeer niet aan, ook niet toen in 1927 nog een voetgangersbrug (de latere Groentepraambrug, (maar destijds groene bruggetje of kippenbruggetje genoemd) verrees ter hoogte van de Van Kinsbergenstraat. Winkeliers en bewoners bleven om nieuwe bruggen vragen, tegelijkertijd was het crisis en dus gebrek aan geld. In najaar 1928 werd krediet aangevraagd van 330.000 gulden voor vervanging van de noodbruggen. Toen het besluit genomen was, organiseerde de buurt direct een feestweek. In januari 1929 was bekend, dat er voor beide bruggen in totaal 11 m³ graniet (circa 147 gulden per m³), leuningen (ter waarde van 6685 gulden) en 184 ton ijzer (100 gulden per ton) geleverd ging worden. In maart 1930 was de eerste brug in de afbouwfase.
De bruggen kwamen van de tekentafel van Piet Kramer De brug is gebouwd in de stijl van de Amsterdamse School. Baksteen wordt afgewisseld met natuursteen/graniet, er zijn bewerkingen (vermoedelijk door Hildo Krop) gemaakt in het graniet en siersmeedijzeren balustraden. Bijzonder is dat deze balustraden eindigen in de landhoofden in de vorm van een zeeanemoon. Opmerkelijk aan de brug is ook, dat in tegenstelling tot elders in de stad, het zebrapad midden op de brug ligt in plaats van op de kades.

### Vernieuwing
Op 25 mei 2021 werd begonnen met de voorbereidende werkzaamheden voor de vernieuwing van de meer dan 90 jaar oude brug. Hierbij kan het verkeer blijven doorrijden. Tijdens de daadwerkelijke vernieuwing zal er ten noorden van de brug een noodbrug in gebruik worden gesteld.

## Naam
De brug werd vernoemd naar de Molensloot, de oude naam voor een deel van de Admiralengracht. Wijkbewoners gaven hem officieuze benamingen als Brug Jan Evertsenstraat, Brug Jan Eef of Brug Admiralengracht. Een laatste bijnaam was Hundbrug, naar de bij een overval in 2010 doodgeschoten juwelier Fred Hund. Ter nagedachtenis aan hem kwam er in 2011 aan de zuidwestzijde van de brug een zitbank met mozaïek, een zogenaamde Social sofa, ontworpen door kunstenaar Peter Ruys en gemaakt door buurtbewoners. De bank, in 2022 verdwenen door werkzaamheden, is geïnspireerd op de mozaïeken van de Amsterdamse school. Meerdere bruggen ontworpen door Kramer hebben trouwens door hem geïntegreerde zitjes.

## Afbeeldingen

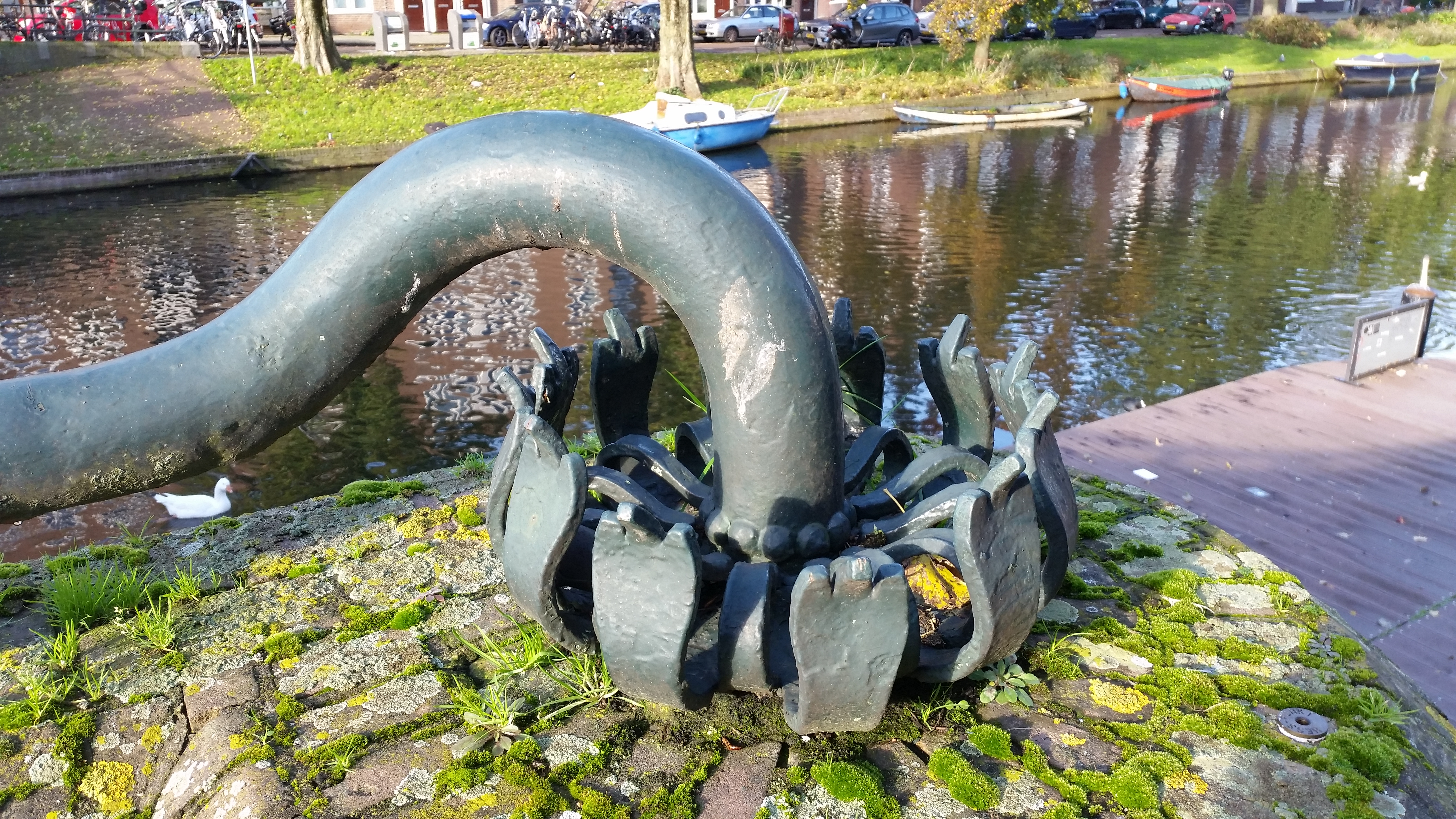
Siersmeedwerk van Molenslootbrug (november 2019)
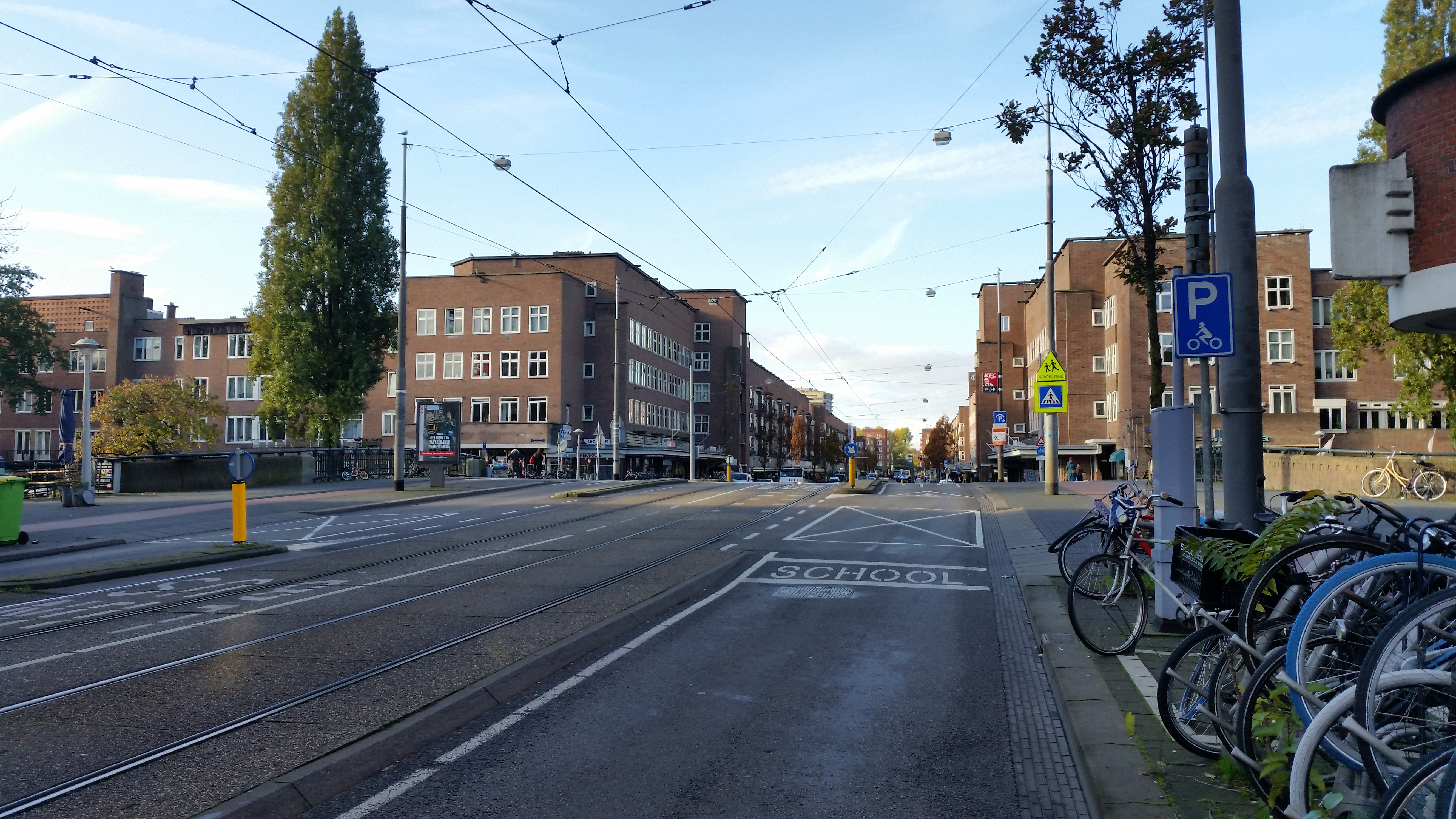
Overzicht over de brug (november 2019)
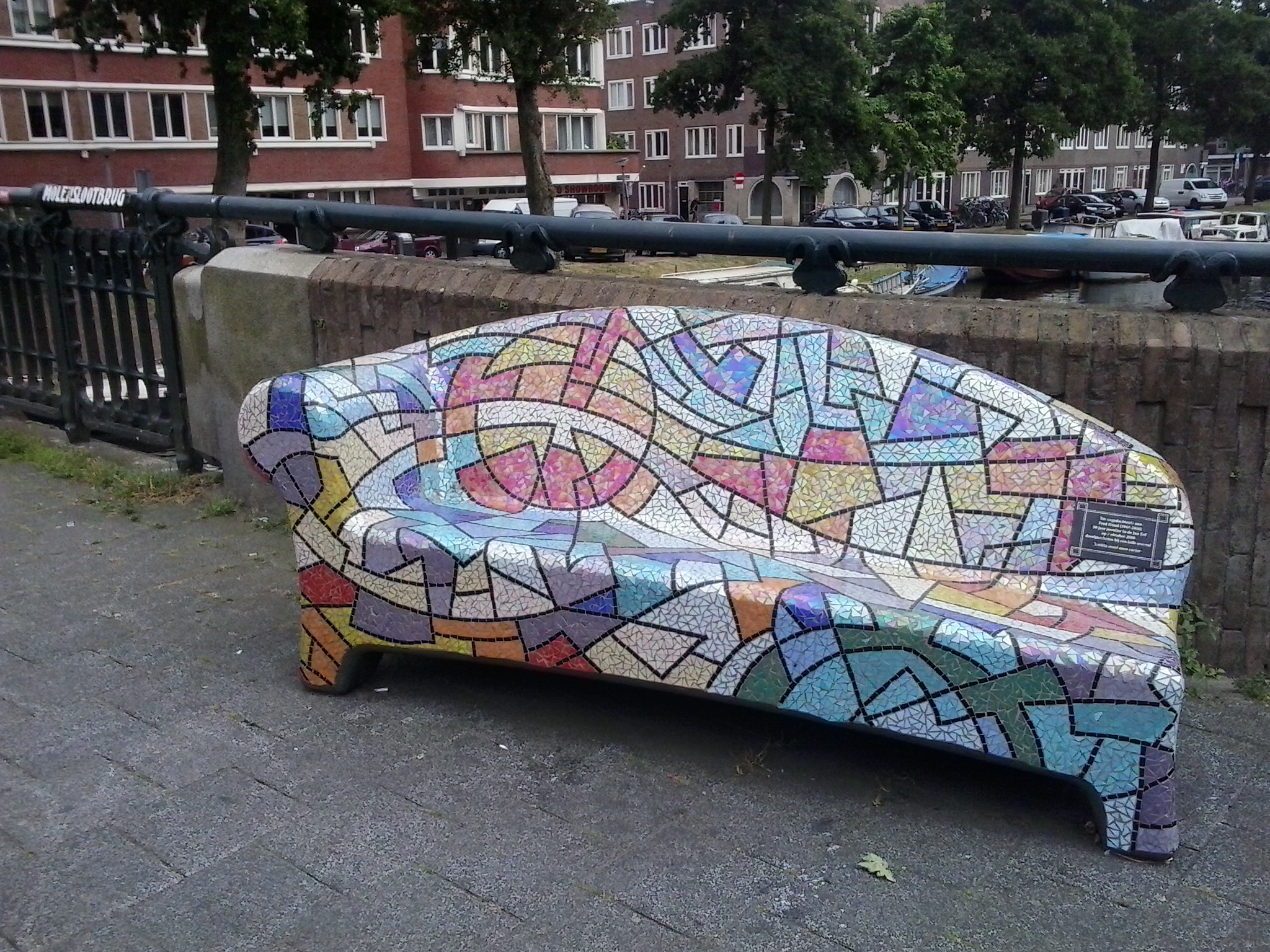
De "Hundbank" op de brug

<<< · 300 · 301 · 302 · 303 · 304 · 305 · 306 · 307 · 308 · 309 · 310 · 311 · 312 · 313 · 314 · 315 · 316 · 317 · 318 · 320 · 321 · 322 · 323 · 324 · 325 · 327 · 328 · 330 · 331 · 332 · 333 · 334 · 335 · 336 · 337 · 338 · 339 · 340 · 341 · 342 · 343 · 344 · 345 · 346 · 347 · 348 · 349 · 350 · 351 · 352 · 353 · 354 · 355 · 356 · 357 · 358 · 359 · 360 · 361 · 362 · 363 · 364 · 365 · 366 · 367 · 368 · 371 · 372 · 373 · 374 · 375 · 376 · 377 · 378 · 379 · 380 · 381 · 382 · 383 · 385 · 386 · 387 · 388 · 389 · 390 · 391 · 392 · 393 · 394 · 395 · 396 · 397 · 398 · 399 · >>>
Brugnummers 319, 326, 329 (tijdelijke duiker in de Ringspoordijk), 369, 370, 384 zijn niet (meer) vergeven.